# Jean-Raymond Peltier
Jean-Raymond Peltier (* 6. Dezember 1957 in Abbeville) ist ein ehemaliger französischer Ruderer. Er gewann bei den Weltmeisterschaften 1978 die Silbermedaille sowie bei den Weltmeisterschaften 1979 und 1981 die Bronzemedaille im Doppelvierer.

## Sportliche Karriere
Der 1,90 m große Jean-Raymond Peltier war 1975 Fünfter im Doppelvierer bei den Junioren-Weltmeisterschaften. Von 1976 bis 1978 nahm Peltier am Match des Seniors teil, einem Wettbewerb für Ruderer aus der zweiten Reihe. 1976 belegte er hier den dritten Platz im Doppelvierer, 1977 siegte er im Doppelvierer und 1978 gewann er zusammen mit Christian Marquis im Doppelzweier.
Bei den erst im November 1978 in Neuseeland ausgetragenen Weltmeisterschaften traten Marquis und Peltier zusammen mit den erfahreneren Roland Thibaut und Roland Weill an. Die Franzosen erreichten im Finale den zweiten Platz mit etwa zwei Sekunden Rückstand auf das Boot aus der DDR und 0,83 Sekunden Vorsprung auf das Boot aus der BRD. 1979 kam Charles Imbert für Thibaut in den Doppelvierer. In der Besetzung Christian Marquis, Jean-Raymond Peltier, Charles Imbert und Roland Weill gewannen die Franzosen die Bronzemedaille bei den Weltmeisterschaften in Bled mit sieben Sekunden Rückstand auf das Boot aus der DDR und dreieinhalb Sekunden Rückstand auf das Boot aus der BRD. Ebenfalls 1979 siegte der französische Doppelvierer bei den Mittelmeerspielen in Split. Bei den Olympischen Spielen 1980 in Moskau siegte der Doppelvierer der DDR. Anderthalb Sekunden dahinter gewann das Boot aus der Sowjetunion Silber, eine Sekunde dahinter folgten die Bulgaren und eine weitere Sekunde dahinter die Franzosen, die in der gleichen Besetzung wie 1979 antraten.
1981 bildeten Denis Gate, Jean-Raymond Peltier, Charles Imbert und Marc Boudoux den französischen Doppelvierer. Bei den Weltmeisterschaften 1981 in München siegte der Doppelvierer aus der DDR vor dem Boot aus der Sowjetunion, etwa drei Sekunden dahinter gewannen die Franzosen die Bronzemedaille. Bei den Weltmeisterschaften 1982 gab es ein sehr enges Finale. Hinter den beiden deutschen Doppelvierern gewann das sowjetische Boot die Bronzemedaille vor den Italienern. Denis Gate, Serge Fornara, Jean-Raymond Peltier und Marc Boudoux belegte mit 0,7 Sekunden Rückstand auf die Bronzemedaille den fünften Platz. 1983 belegten die Franzosen in der Besetzung Marc Boudoux, Jean-Raymond Peltier, Serge Fornara und Pascal Body den sechsten Platz bei den Weltmeisterschaften.
Jean-Raymond Peltier ist der Vater von Pierre-Jean Peltier, der 2008 eine olympische Bronzemedaille im Doppelvierer gewann.